# (6018) Pierssac
(6018) Pierssac est un astéroïde de la ceinture principale.

## Description
(6018) Pierssac est un astéroïde de la ceinture principale. Il fut découvert le 7 août 1991 à Palomar par Henry E. Holt. Il présente une orbite caractérisée par un demi-grand axe de 2,27 UA, une excentricité de 0,13 et une inclinaison de 6,2° par rapport à l'écliptique.
Il est nommé d'après le surnom de l'astronaute britannique Piers Sellers.

## Compléments